# Рынок предсказаний
Ры́нки предсказа́ний — разновидность спекулятивных рынков; их целью является создание прогнозов. На таких рынках создаются активы, чья конечная денежная стоимость связана с определённым событием (к примеру, будет ли следующий американский президент республиканцем) или параметром (к примеру, каковы будут продажи в следующем квартале). Таким образом, текущие рыночные цены могут быть интерпретированы в качестве прогноза вероятности определённого события или значения параметра. Можно сказать, что рынки предсказаний структурно напоминают букмекерские, однако без какого-либо риска для букмекера.
У рынков предсказаний есть и другие названия — предикативные, прогнозирующие, информационные рынки; идейные фьючерсы, событийные производные, а также виртуальные рынки.
Многие рынки предсказаний открыты для публики. Несколько примеров:
- Betfair — крупнейшая в мире букмекерская интернет-биржа, в 2007 её торговый оборот составил 28 миллиардов долларов США;
- Polymarket —  децентрализованная платформа рынков предсказаний, которая позволяет пользователям делать ставки в криптовалюте на исход мировых событий;
- Intrade — дочерняя коммерческая компания Tradesports Ltd., занимающаяся созданием прогнозов для всех не относящихся к спорту событий; имеет большое количество контрактов (исключая спортивные);
- Iowa Electronic Markets (IEM) — некоммерческий академический рынок, прогнозирующий результаты политических выборов, ставки лимитированы 500 долларами США;
- TradeSports — рынок предсказаний спортивных событий;
- SimExchange, Hollywood Stock Exchange, NewsFutures, Popular Science Predictions Exchange и Foresight Exchange Prediction Market — виртуальные рынки предсказаний с виртуальной же валютой;
- Bet2Give — благотворительный рынок предсказаний, в котором используются реальные деньги, однако все выигрыши идут на благотворительные нужды (по выбору победителя).

## История
Одним из старейших и известнейших рынков предсказаний является Iowa Electronic Market, проект Айовского университета. Hollywood Stock Exchange, виртуальная рыночная игра, созданная в 1996, сейчас является отделением Cantor Fitzgerald LP. Она позволяет игрокам продавать и покупать прогнозы-акции на фильмы, актёров, режиссёров; опционы на кинофильмы. HSX в 2006 удалось правильно предсказать 32-х из 39-ти «оскаровских» номинантов и 7-х из 8-ми победителей основных наград. HedgeStreet, запущенная в 2004 в качестве рынка, регулируемого Комиссией по фьючерсной торговле товарами, позволяет интернет-трейдерам спекулировать на экономических событиях.
У рынков предсказаний на самом деле обширная и довольно яркая история. Спекуляция на выборах в США как минимум до 1940-х была обычным делом — на Уолл-стрит существовали официальные рынки, что в конечном итоге привело к неслабой конкуренции. Газеты писали о том, что по состоянию рынка появилось ощущение предстоящего соперничества; происходило это незадолго до массового появления общественных опросов. Рынки привлекали тысячи участников, имели обороты в миллионы долларов (по сегодняшним меркам) и поразительную точность прогнозов.
Примерно в 1990, работая в Project Xanadu, Робин Хансон (англ. Robin Hanson) реализовал первый в своём роде корпоративный рынок предсказаний. Другие работники использовали его, чтобы делать ставки, к примеру, относительно дебатов о холодном ядерном синтезе (ядерная физика).
В июле 2003 Управление перспективного планирования оборонных научно-исследовательских работ Министерства обороны США попыталось открыть рынок анализа стратегий. На посвящённом ему веб-сайте появилась информация, что в пределах рынка могут появится новые разделы, в том числе разделы о террористических атаках. Мощная волна последовавшей затем критики навесила на программу ярлык «террористический фьючерсный рынок» и Пентагону пришлось поспешно сворачивать весь проект.
Рынки предсказаний являются центральной темой таких книг, как «The Wisdom of Crowds» (2004) Джеймса Шуровьески (англ. James Surowiecki), «Infotopia» (2006) Касса Санстейна и «How to Measure Anything: Finding the Value of Intangibles in Business» (2007) Дугласа Хаббарда (Douglas W. Hubbard).
Множество научной литературы собрано в составленном экспертами журнале «The Journal of Prediction Markets» под редакцией Лейтона Воана Вильямса (Leighton Vaughan Williams), выпущенном силами издательства Букингемского университета. Журнал был впервые издан в 2007 и сейчас доступен как в электронном, так и в печатном виде.
В научно-фантастическом рассказе Джона Браннера «The Shockwave Rider» (1975) присутствует описание рынка предсказаний, который он назвал «Delphi Pool» (см. также Метод Дельфи).

## Точность
Целью многих академических исследований являются потенциальные недостатки и недоработки механизма рынка предсказаний. В частности, доктор Северо-Западного университета (шт. Иллинойс) Чарльз Мански (Charles Manski) опубликовал работу «Interpreting the Predictions of Prediction Markets», в которой он пытается математически показать, что при широком диапазоне допущений «прогнозы» рынков предсказаний не слишком точно соответствуют действительным вероятностным убеждениям участников рынка, кроме тех случаев, когда общая рыночная вероятность равна нулю либо единице. Мански предполагает, что напрямую попросить у группы участников сделать вероятностные оценки может быть эффективнее и привести к лучшим результатам. Тем не менее, Стивен Гьерстан (Steven Gjerstad) из Университета Пердью (шт. Индиана) в своём исследовании «Risk Aversion, Beliefs, and Prediction Market Equilibrium» показал, что цены на рынках предсказаний, как правило, очень близки к их средней оценке, выполненной участниками рынка, при условии, что распределение мнений ровное (к примеру, как в нормальном распределении). Джастин Вулферс (Justin Wolfers) из школы Уортона и Эрик Зитзвитз (Zitzewitz) из Дартмутского колледжа в своей работе «Interpreting Prediction Market Prices as Probabilities» пришли к одинаковым результатам, там же имеется некоторый анализ информации, полученной от рынков предсказаний. Фактически оказалось, что цены двоичных рынков предсказаний тесно взаимосвязаны с изменениями рассматриваемых событий в реальном мире.
Дуглас Хаббард также провёл выборку из примерно 400 закрытых заявок — результаты показали, что реальная вероятность события близка к своей рыночной цене и, что ещё более важно, более точна, чем средняя одиночная субъективная оценка. Однако он также показывает, что описанное преимущество частично компенсируется в случаях, когда индивиды предварительно проходят тренинги по калиброванной субъективной вероятностной оценке (оценка, где вероятности определяются на основе субъективных суждений, а не статистических данных — прим. пер.), что в дальнейшем позволяет им довольно точно оценивать шансы, используя субъективные убеждения. По мнению Хаббарда, главным преимуществом рынка является то, что он «подогнан» под некалиброванные оценки, одновременно мотивируя своих участников на поиски дополнительной информации.
В целом среди экономистов и финансового сообщества сложилось общее мнение, что рынки предсказаний, работа которых организована на механизме «игровых» денег (условные денежные единицы, не имеющие реальной ценности — прим. пер.) вряд ли могут производить надёжные прогнозы. Однако имеющаяся информация доказывает обратное. Анализ данных, полученных от Hollywood Stock Exchange и Foresight Exchange показывает, что цены на этих рынках корректно спрогнозировали последствия либо изменения событий в реальном мире. Сравнивая результативность прогнозов на футбольные события этого сезона за авторством NewsFutures (биржи с «игровыми» деньгами) и Tradesports (ирландской биржи, где деньги реальные), можно сказать, что обе справились одинаково неплохо. Так что в данном случае использование реальной валюты не привело к повышению надёжности прогнозов.
Создатель Hollywood Stock Exchange Макс Кайзер (Max Keiser) полагает, что такие рынки предсказывают не лучше своих авторитетных аналогов, вроде New York Stock Exchange и London Stock Exchange; также он считает, что улучшение способности рынков к прогнозированию должно привести к уменьшению риска и, следовательно, к уменьшению объёма спекулятивного капитала, нужного, чтобы рынки были открыты и ликвидны.

### Причины неточности
У рынков предсказаний те же источники неточностей, что и у любых других — это ликвидность либо иные факторы, которые вообще приниматься во внимание не должны, но учитываются участниками рынков в качестве факторов риска, что приводит к искажению рыночных вероятностей. Также рынки предсказаний подвержены попаданию в спекулятивные пузыри. К примеру, в 2000 фьючерсные рынки IEM, предсказывающие результаты президентских выборов, в последнюю неделю голосований столкнулись с огромным наплывом трейдеров, что привело к сильнейшему перекручиванию рынка, обесценив его прогнозы.
Ещё одним фактором является то, что возможны и случаются прямые попытки манипуляции рынками предсказаний. К примеру, в 2004 рынки Tradesports, также предсказывающие результаты президентских выборов, столкнулись с действиями, явно направленными на осуществление некоторого контроля над ними. Анонимный трейдер тогда сыграл на понижение, продав столько президентских фьючерсных контрактов Bush 2004, что цена на них упала до нуля, в свою очередь сведя до нуля возможные шансы Буша на победу. Единственной рациональной целью такой сделки кажется попытка манипуляции рынком по стратегии «налёт медведей» (активная продажа ценных бумаг крупными трейдерами с целью снизить цены — прим. пер.). Если это и было умышленной попыткой контроля, то она с треском провалилась, так как цена контракта быстро откатилась к исходному значению. В последнее время внимание прессы все чаще оборачивается в сторону рынков предсказаний; это приведёт к увеличению количества людей, жаждущих ими манипулировать. На практике, однако, такие попытки пока что были не слишком эффективными и крайне краткосрочными. В своём исследовании «Information Aggregation and Manipulation in an Experimental Market» (2005) Хансон, Опре и Портер из Университета Джорджа Мейсона (Hanson, Oprea, Porter, George Mason U) показали, что усилия, направленные на манипуляцию рынком, на поверку оканчиваются увеличением его точности, так как предоставляют серьёзные стимулы сделать ставки против манипулятора.

### Правомерность
Из-за незаконности интернет-гэмблинга в США (в соответствии с федеральным законом, а также законами многих штатов) большинство рынков предсказаний, целевой аудиторией которых является эта страна, оперируют «игровой» валютой, а не реальной: участники могут свободно играть (покупать что-либо необязательно), а лучшим трейдерам в качестве своеобразных стимулов к участию предлагаются призы. Наиболее заметными исключениями из этого правила являются Intrade/TradeSports, которая работает в Дублине, Ирландии, не подпадая таким образом под американские правовые ограничения, и Iowa Electronic Markets, которая работает в Айовском университете под прикрытием письма об отказе от судебного преследования, выданным ей Комиссией по срочной фьючерсной торговле товарами США; ставки там лимитированы 500 долларами США.

### Сомнительные стимулы
Некоторые рынки предсказаний создают довольно сомнительные стимулы к участию. К примеру, биржа убийств — рынок, предсказывающий смерть какого-нибудь политического лидера может быть крайне полезен не только тем, кто заинтересован в политике этого лидера, но и тем, кто заинтересован в его убийстве.

### Использование корпорациями
- The simExchange ввела бессрочные контракты, который она называет «ценными бумагами» для прогнозирования глобальных, пожизненных продаж видеоигровых консолей и программного обеспечения. Данные бумаги со временем не утрачивают ценности подобно большинству контрактов на рынках предсказаний; причина, по словам основателя биржи Брайана Шио (Brian Shiau), заключается в том, что продажи видеоигр могут длиться годами. Предпосылка создания ценных бумаг заключается в том, что, по мнению Шио, индустрия видеоигр страдает от «нехватки полной, комплексной информации по продажам»; он сравнивает нехватку данных по игровым продажам с нехваткой данных при оценке рыночной стоимости компании. Хансон предупреждает, что подобная система может и не работать, если не установить взаимосвязь (имеется в виду взаимосвязь между активом в форме игры и продажами этой игры — прим. пер.). Кит Гэмбл (Keith Gamble) охарактеризовал simExchange, как одну из моделей Keynesian beauty contest, добавив, что на финансовых рынках возможны некоторые действия, невозможные на simExchange, к примеру выкупы компаний. В заключение он заявил, что рынок предсказаний работоспособен, но ограничен «игровыми» деньгами.
- Hewlett-Packard в своё время была пионером в создании приложений для прогнозирования продаж; сегодня в некоторых своих подразделениях она использует рынки предсказаний (информация из академического издания от HP Labs и газеты «Newsweek»). Компания работает над коммерческим внедрением системы BRAIN (Behaviorally Robust Aggregation of Information Networks) в качестве законченного рыночного продукта.
- Corning, Renault, Eli Lilly, Pfizer, Siemens, Masterfoods, Arcelor Mittal и другие транснациональные компании числятся среди клиентов NewsFutures.
- Intel в журнале «Harvard Business Review» (апрель 2003) затронула тему рынков предсказаний относительно управления производственными мощностями.
- Microsoft запустила рынки предсказаний в качестве внутренних «пилотных» проектов.
- Project Destiny компании France Telecom действует с середины 2004 и уже успел показать свою успешность.
- Google в своём официальном блоге подтвердил, что использует рынки предсказаний для внутренних нужд компании.
- Газета «The Wall Street Journal» сообщила, что General Electric использует программное обеспечения для рынков предсказаний от Consensus Point для создания новых бизнес идей.
- Журнал «BusinessWeek» упомянул MGM и Lionsgate Studios в качестве клиентов HSX.
- Abbott Labs, O’Reilly Media и Institute for the Future входят в число клиентов Inkling.
- HSX разработала и поддерживала телевизионную виртуальную фондовую биржу Interactive Music Exchange для канала Fuse Networks Fuse TV в качестве основы для проекта прямого ежедневного телевещания IMX; проект действовал с января 2003 по июль 2004. Аудитория телеканала торговала виртуальными акциями певцов, видео и песен и предсказывала, какие из них попадут на верхние строчки музыкальных чартов Billboard. Так как проект был первым в своём роде, Fuse Network и HSX выиграли награду AFI Enhanced TV (American Film Institute, Американский институт кинематографа) за инновацию (Award for innoviation) в интерактивном телевидении.
- Starwood использовала рынки предсказаний для разработки и отбора маркетинговых кампаний. Отдел маркетинга создавал несколько исходных идей и позволял работникам добавлять свои идеи или вносить изменения в уже существующие. Затем для отбора лучших идей использовались рынки предсказаний, основанные на стимуляции участников.